# Westonaria
Westonaria è un centro abitato del Sudafrica, situato nella provincia di Gauteng.